# 薩克森選侯國

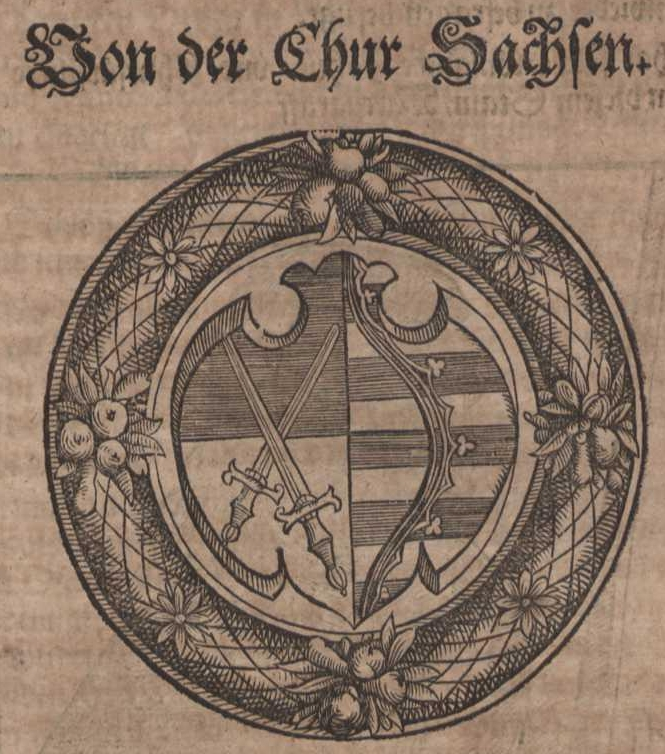
1608年《薩克森劇院》（第一部）（Theatrum Saxonicum (Volume 1)）內的薩克森選侯國國徽。
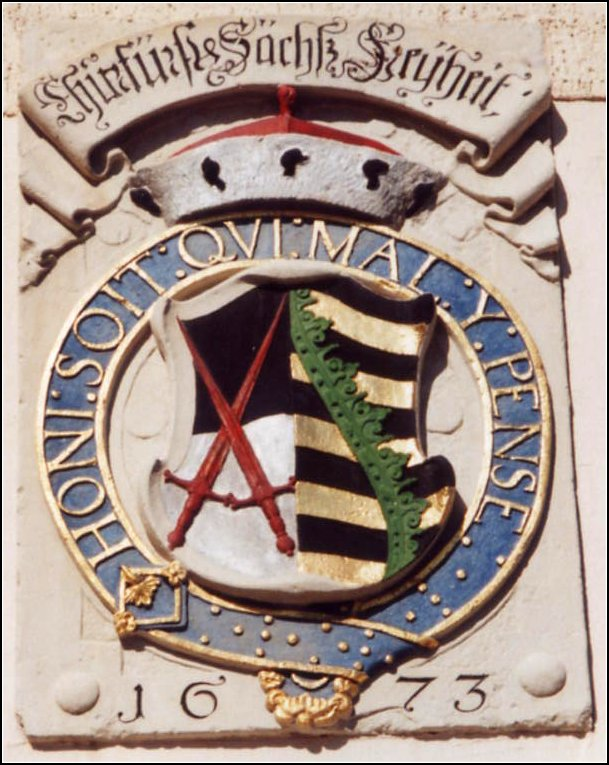
薩克森州施托爾彭選舉大廳正門上的薩克森選侯國國徽。
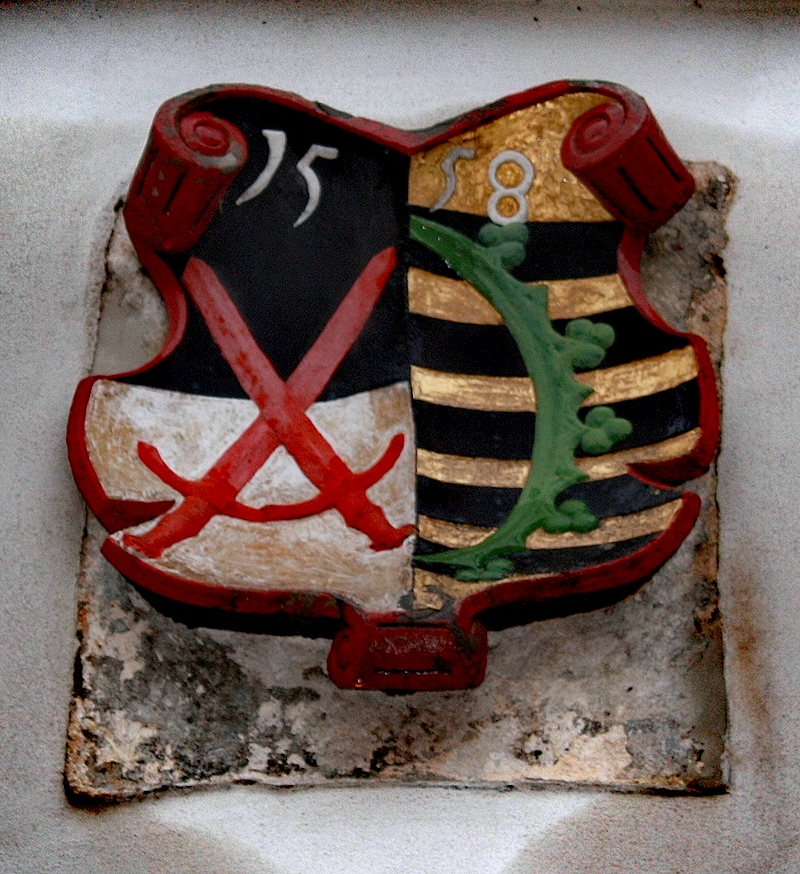
1558年施瓦岑貝格城堡
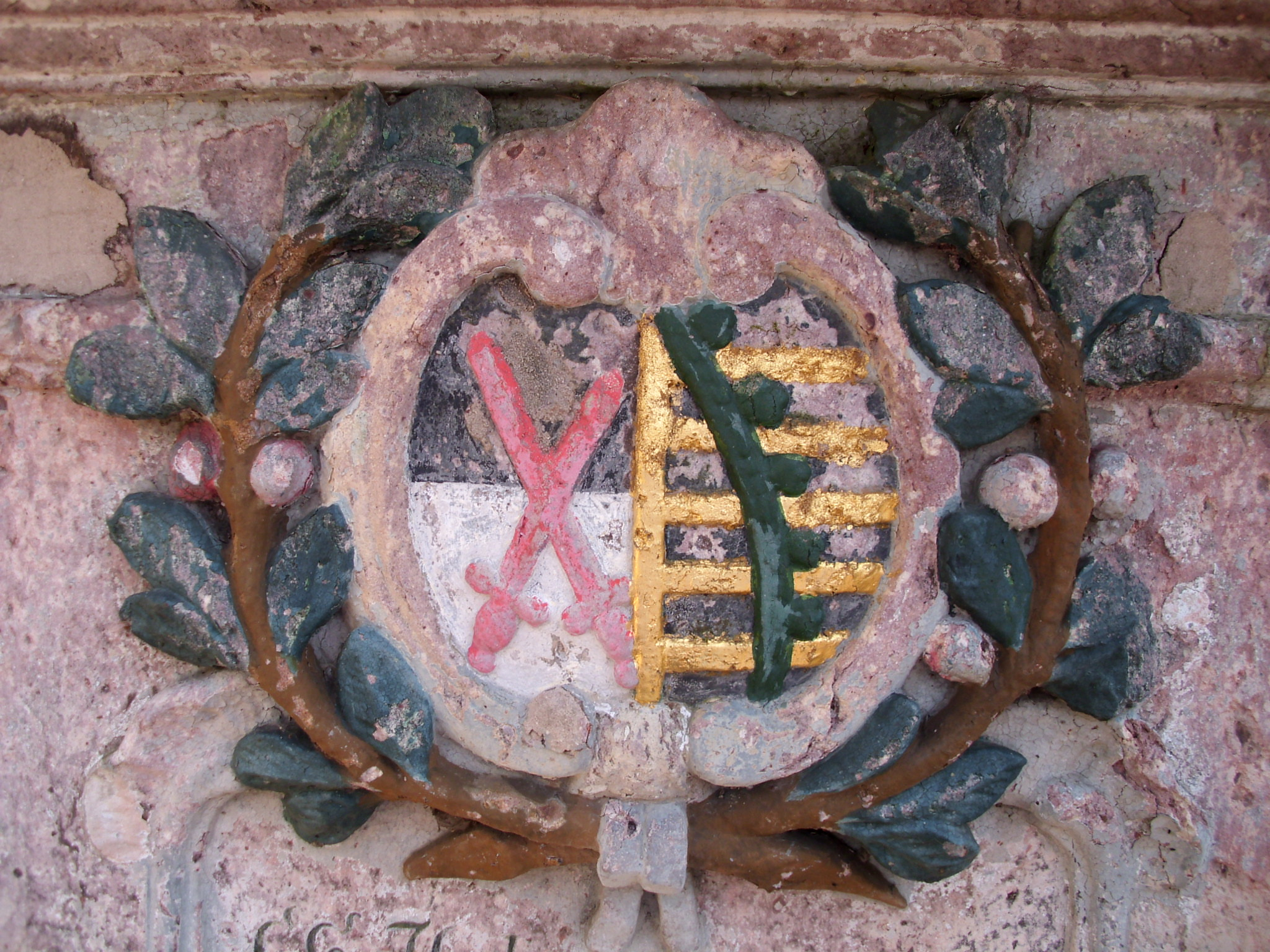
1773年馬林貝格

薩克森選侯國（德語：Kurfürstentum Sachsen），或萨克森公国，是1356年-1806年间神圣罗马帝国中一个独立的世袭选侯国。选侯国前身是以維滕贝格為中心的萨克森-维腾堡公国，公國隨後以此為基礎陸續兼併週邊地區，包括德累斯頓、萊比錫和真尼沙等城市，最終成為神圣罗马帝国內的重要邦國。改宗新教後，薩克森一直以新教邦國的保護者自居，直至這一地位被鄰國勃蘭登堡-普魯士所取代。
1356年金璽詔書中，神聖羅馬帝國皇帝查理四世將薩克森-維滕贝格公國的阿斯坎尼大公提升至選帝侯的地位。1422年，阿斯坎尼家族薩克森-維滕贝格支系絕嗣，神聖羅馬帝國皇帝西吉斯蒙德將萨克森选侯国交由韋廷王朝的邁森侯爵繼承。儘管選侯國的領土面積愈來愈多，但其獲得皇帝選舉權的基礎只來自於國內原屬萨克森-维腾堡公国的核心地區。
1485年簽訂的萊比錫條約讓選帝侯腓特烈二世的兩個兒子分家，瓜分選侯國領地。恩斯特繼續獲得選帝侯頭銜，繼承家族於邁森北部、圖林根南部和維滕貝格的領地（恩斯特系），仍稱薩克森選侯國。而阿爾布雷希特三世則獲得圖林根北部、邁森南部的薩克森地區（阿爾布雷希特系），頭銜為薩克森公爵，領地稱薩克森公國。1547年，改宗新教的恩斯特系選帝侯約翰·腓特烈一世於施馬爾卡爾登戰爭中戰敗，神聖羅馬帝國皇帝將選帝侯之位轉封給支持天主教的阿爾布雷希特系公爵莫里茨。阿爾布雷希特系從此一直擁有選帝侯的頭銜直至1806年神聖羅馬帝國瓦解後為止，因薩克森選侯國在拿破崙戰爭中選擇與拿破崙結盟，在其支持下選侯國改組成為薩克森王國。
薩克森選侯國一直是一個經濟多元，相當繁榮的國家，儘管在1618年至1648年的三十年戰爭和1756年至1763年的第三次西里西亞戰爭（七年戰爭）期間及之後曾遭受過重大挫折。國內中產階級結構的發展受到貴族和政府的限制，往往落後於同時代例如荷蘭共和國等的西方國家。16世紀初，選侯國所發起的宗教改革運動，為薩克森帶來了重要的人文與教育動力。尤其到了18世紀，薩克森文化和藝術蓬勃發展。
直至17世紀末的約200年間，薩克森選侯國在神聖羅馬帝國內的重要性一直排第二，也是一眾新教邦國的重要保護者。1807年（升為王國的一年後），薩克森的疆域達到頂峰，面積達34,994平方公里（約13,500平方英里），人口達201萬。

## 選侯國的建立

### 背景
從十二世紀末到十三世紀中葉期間，選舉神聖羅馬帝國皇帝的過程開始定形，演變成只在特定數位選帝侯所組成的狹小圈子中選出下任皇帝，而其他德意志諸侯則被排除在外，無法成為皇帝候選人。當初的候選人只包括兩位王公主教及兩位世俗諸侯，而薩克森公爵正是當中其中一位。到了十三世紀，特定選舉人增至七位，包括：美茵茨總教區總主教、特里爾總教區總主教、科隆總教區總主教，以及萊茵-普法茨伯爵、勃蘭登堡藩侯、波希米亞國王和薩克森公爵。十三世紀初，選舉人的被選權開始與其所擁有的領地掛鉤，並隨之成為定制。以薩克森選侯國來說，能夠成為選帝侯的具體條件是必須擁有薩克森-維滕貝格公國。
中世紀早期的古薩克森地區大致相當於現今德國的下薩克森州。1180年，霍亨斯陶芬王朝的皇帝腓特烈·巴巴羅薩剝奪了其宿敵，薩克森公爵獅子亨利的權力，亨利擁有的薩克森公國被瓜分：西部領土被改劃予科隆總主教，作為其隸屬的威斯特法倫公國，而東部領土則繼續作為薩克森公國存在，但改贈予阿斯坎尼家族。伯恩哈德成為家族首位薩克森公爵。但他未能完全管控獲贈的原薩克森公國領地，最終阿斯坎尼家族治下新的薩克森公國只能控制勞恩堡和維滕貝格兩處帝國封地，和持有「薩克森公爵」名義上的頭銜。
伯恩哈德死後薩克森公國由阿爾布雷希特一世（1212年-1260年在位）所承繼。1260年阿爾布雷希特一世死後，其子約翰一世和阿爾布雷希特二世（1260年-1298年在位）就有瓜分公國的想法，雙方初步約定各自取得薩克森-勞恩堡和薩克森-維滕貝格。起初兩兄弟仍然共同管治整個公國，但到了1269年阿爾布雷希特二世同時成為馬格德堡城堡伯爵之後，兩兄弟正式決定瓜分公國並附諸實行，直到1296年雙方正式分家。薩克森-維滕貝格一方成功取得選帝侯的永久資格。

### 從薩克森-維滕貝格到薩克森選侯國
阿斯坎尼家族維滕貝格一系的阿爾布雷希特一世、阿爾布雷希特二世和魯道夫一世（1298年-1356年在位）以薩克森公爵的身份統治了薩克森-維滕貝格近150年。他們確保王朝得以延續，並持續宣稱自己有權繼承薩克森選帝侯席位。三位公爵統治期間，他們都專注於處理與區內其他諸侯之間的外部衝突，並大力推動當時國內人口稀少地區的發展。1290年，公國的領土再次獲得擴張，新併入馬格德堡城堡伯爵和布雷納伯國領地。
直到1356年，帝國頒布《金璽詔書》，從七位選帝侯中選出德意志國王的選舉辦法正式被制度化，一眾選帝侯的選舉權得以確立。皇帝查理四世透過該詔書，永久授予魯道夫一世身為薩克森-維滕貝格公爵的選舉權，並宣布薩克森-維滕貝格必須作為一片完整領地，日後不可以被分割。薩克森-維騰貝格公爵從此升格為帝國內的頂級諸侯之一。薩克森-維騰貝格公爵不僅是德意志七大選帝侯之一，也兼任神聖羅馬帝國的大司馬。
但就面積而言，薩克森-維滕貝格在帝國中卻仍然是一塊相當細小的領地，面積僅約4,500至5,000平方公里。該地區沒有大型的城市中心，但公國位處易北河中游，戰略位置優越，有龐大的發展前景。

### 選帝侯的重新改封
1422年11月，選帝侯兼薩克森-維滕貝格公爵阿爾布雷希特三世（1419年-1422年在位）去世，無可以繼承的子嗣。德意志國王根據金璽詔書的條款，收回了公國並宣佈其成為懸空的帝國領地。阿斯坎尼家族另一分支，薩克森-勞恩堡公爵埃里希五世和邁森韋廷家族的腓特烈一世（1423年-1428年在位）均宣稱擁有薩克森-維滕貝格及其相關的選帝侯特權。
腓特烈一世的宣稱是基於他在1419年至1434年胡斯戰爭期間對天主教勢力的支持。1423年，德意志和波希米亞國王西吉斯蒙德最終正式決定將薩克森-維滕貝格，這份阿爾布雷希特三世留下的政治遺產作為帝國封地，封予韋廷家族的邁森藩侯，讓其繼承薩克森選侯國及其選帝侯特權。而韋廷家族原有的邁森藩侯國被併入薩克森選侯國，而屬選侯國內組成部分的薩克森-維滕貝格公國同時納入韋廷家族領地，從而確立其家族得以擁有選帝侯身份。薩克森-維滕貝格從此成為韋廷家族最為重要的領地，直到1548年。
韋廷家族分別自1089年和1125年起擔任盧薩蒂亞邊疆區和邁森邊疆區的藩侯，透過這次獲得薩克森-維滕貝格這塊具有重大戰略意義的地區，他們得以從原有領地繼續向北擴展。這片地區使他們能夠與馬格德堡等德意志北部的重要城市建立交通聯繫，並加強了與人口稠密、經濟發達的易北河中部地區的融合。易北河的通道使他們能夠與漢薩同盟進行貿易，包括易北河沿岸已加入同盟的幾個城市。薩勒河和易北河之間這片區域不久前才有日耳曼人來到殖民定居，通過這次政治升級，這片區域得以向西與其他日耳曼人早已長期定居的土地連接。與此同時，差不多同一時間毗鄰的勃蘭登堡選侯國亦改由霍亨索倫家族所繼承。韋廷家族從此開始崛起並成為德意志中部地區的主要力量。在政治上，他們一直忠於帝國的號令，特別是在15世紀透過購買周邊土地之後，他們能夠建立起一個相對緊致連貫的領地。「薩克森」這個地區名稱亦隨著韋廷家族領土的擴張，從最初只是形容維滕貝格周邊地區，逐漸擴展到最終指代易北河上游的所有韋廷家族領地。

## 韋廷家族統治的開始

### 中世紀後期的領地統合
從文藝復興初期起，統治者選擇的居住地位置，而及其在臣民中的可見度日益重要。有見及此，韋廷家族於15世紀末選擇在位處於易北河谷的德累斯頓建立了一座新的居所。從此德累斯頓成為了選帝侯本人、其國家議員和行政官員的永久居所。
為了維持軍隊裝備以及宮廷日常用度，國家的開支日益增加，但選帝侯已經無法獨力應付。解決辦法是徵收新的稅種，但這需要徵求國內各階層的同意。為此1438年選帝侯腓特烈二世（1428年-1464年在位）組織召開了一次階級會議，這被認為是薩克森史上的第一次地區議會 。此後一旦再次改革稅制的時候，各階級代表被賦予無需君主召集即可召開會議的權利。結果導致日後議會的召開越來越頻繁，最終形成了具韋廷家族特色的「階級制國家」（Ständestaat）制度，並持續至十九世紀。
如同其他德意志家族的普遍做法，韋廷家族經常亦將財產分贈予各個兒子和兄弟，這常常導致家庭內部的關係緊張。1440年，同屬韋廷家族的圖林根領地伯爵弗雷德里希四世去世後，圖林根伯爵領回歸伯爵的侄子，同時為薩克森選侯的腓特烈二世所繼承。但與腓特烈二世共治韋廷家族領地的弟弟威廉三世對此安排感到不滿，認為圖林根伯爵應該由他繼承，與哥哥腓特烈二世之間發生激烈爭執。最終於1445年雙方在阿爾滕堡首度商議劃分家族領地，商議後的方案提出，威廉三世能夠獲得家族位於圖林根和法蘭克尼亞地區的西部領地，界限東至包括萊比錫周邊的東方地區；而腓特烈則可以獲得選侯國東部部分，即薩克森-維滕貝格公國和邁森藩侯國等地區。
但是雙方都拒絕了這次及之後多次所提出的劃分協議，最終雙方兵戎相見，這次衝突被稱為薩克森內訌戰爭。經過五年的戰鬥，雙方形勢沒有任何變化，但卻令國內大片地區遭到破壞。1451年1月27日，雙方最終於瑙姆堡附近的普福爾塔（Pforta）簽訂和約結束戰爭。和約確認執行1445年於阿爾滕堡所商議的方案，將韋廷家族領地暫時劃分為東西兩部分。薩克森西部地區自1382年起一直由韋廷家族的旁系統治，這次劃分後威廉三世取得這片地區，但他千辛萬苦所取得的領地最終卻無人繼承。1482年威廉三世逝世無嗣，西部地區再次回歸韋廷家族主系繼承。韋廷家族領地再次統一。
另一項與選侯國的發展有著重大影響的事件，是1459年時任選侯腓特烈二世與波希米亞國王波傑布拉德的伊日簽訂了《埃格條約》。條約明確了波希米亞王國與薩克森兩國之間的邊界，永久解決了兩國的邊界爭端。

### 恩斯特與阿爾布雷希特的共治

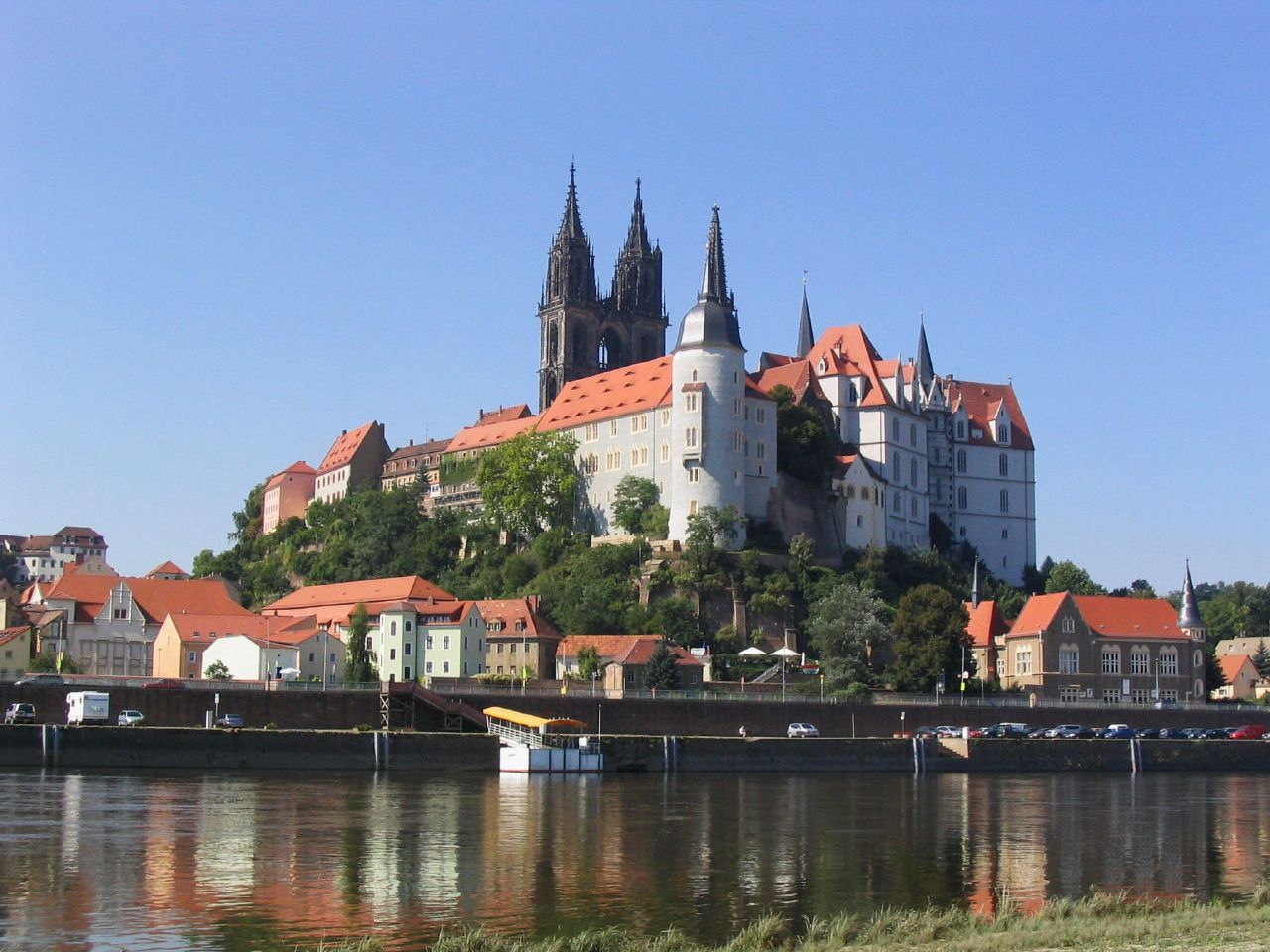
邁森的阿爾布雷希特城堡，後方可以見到邁森主教座堂的兩座高塔。

1464年9月7日，選帝侯腓特烈二世在萊比錫去世，他的長子恩斯特（1464年-1486年在位）繼任薩克森選帝侯，時年23歲。這標誌著他與弟弟薩克森公爵阿爾布雷希特之後近二十年共治薩克森的開始。最初兩人的共治十分和諧，得益於國內長期上升的經濟和長足的城市發展。設於德累斯頓城堡內的聯合宮廷確保了兩人政治行動和決策的一致性。兄弟倆一起在邁森按照法國模式建造了阿爾布雷希特城堡。對外政策上，他們尋求與波希米亞進一步和解，並於神聖羅馬帝國對抗奧斯曼帝國和勃艮第繼承戰爭時積極為帝國提供軍事援助。
恩斯特和阿爾布雷希特聯合統治時期，在厄爾士山脈發現了大量的銀礦，這刺激了選侯國的經濟，得以持續繁榮。從採礦所得的利潤讓薩克森選侯得以順利推行一連串的國內外政策。他們不斷購買新的土地併入韋廷家族領地，將其領土向北方和東方擴張。
由薩克森所統治的萊比錫，自從在皇帝授予其每年舉辦三次帝國貿易集市的權利之後，開始成為神聖羅馬帝國內重要的經濟中心。在帝國集市上，選侯們將礦銀兌換成現金充實國庫，憑藉充盈的資金他們積極開展國內大大小小的建設項目 。隨後萊比錫又因為取得新的集市和貨品存儲權，城市的交通量日漸增加，歐洲主要的貿易路線都匯聚於此，萊比錫也因而成為整個歐洲的重要貿易中心。政府於貿易路線沿途所收的關稅又再反過來充實了選帝侯的國庫。1480年，來自紐倫堡的印刷商康拉德·卡赫洛芬來到萊比錫定居，並用他的凸版印刷機開創了日後萊比錫傳統的書籍印刷工業。
1483年，薩克森選帝侯恩斯特與薩克森公爵阿爾布雷希特建立了萊比錫高等法院。法院由貴族和市民階級組成，是薩克森選侯國首個獨立於君主和宮廷的公共機構。高效率的地方和中央行政機構保障了選帝侯的統治。強盜騎士在德意志地區所引發的動亂和危險得以平息，國內秩序得以恢復。血腥的報復不再出現，路上不會再發生劫案，一個高效的法律體系得以建立。與當時德意志其他邦國相比，薩克森在文化、經濟和政府建設方面都更加先進。

1482年兩兄弟的叔叔，公爵威廉三世去世後，薩克森的西部地區回歸韋廷家族主系，薩克森成為神聖羅馬帝國中僅次於哈布斯堡王朝的第二大強國。韋廷家族的連繫網不斷擴大，家族成員亦包括馬格德堡、哈爾伯施塔特和美因茨的采邑主教，韋廷家族並聲稱擁有下萊茵地區幾個公國的所有權。

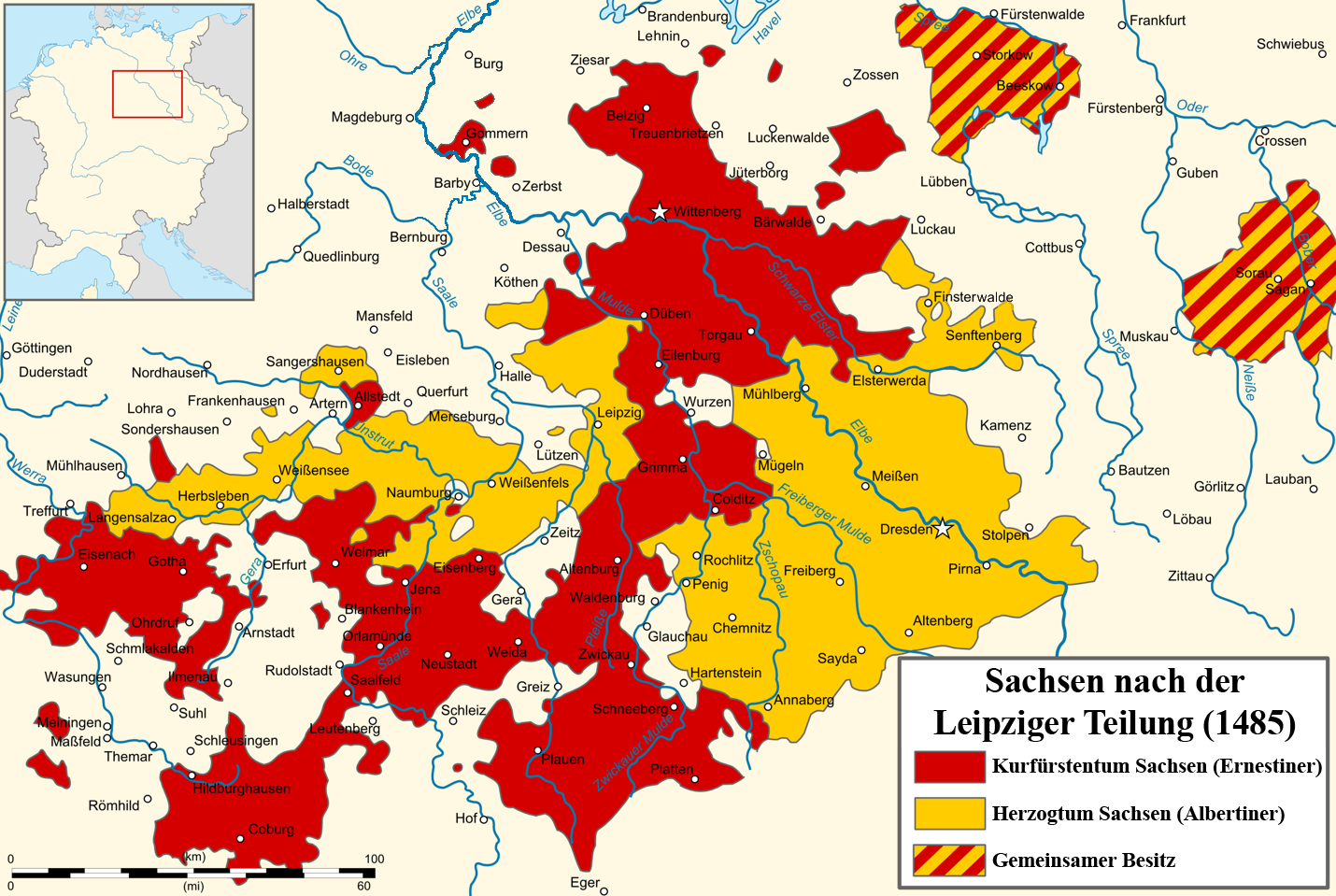
萊比錫瓜分後的薩克森。選侯國部分（恩斯特系）為紅色，公國部分（阿爾布雷希特系）為黃色，紅黃相間地區為雙方共治領地。

### 領地的重新劃分
後來，恩斯特和阿爾布雷希特兩兄弟之間的家庭關係開始緊張，再繼續共治的情況已無法再維持，最終導致雙方於1485年11月11日簽訂了萊比錫瓜分方案。 最初雙方未有打算將薩克森永久瓜分，這個方案只是臨時性質，但結果是這個瓜分方案最終被永久落實下來，令到薩克森選侯國在帝國內的強權地位被大為削弱，並不斷引發公然的對抗。
恩斯特治理的重心領地主要在北方，他的住所設於托爾高，並掌控著北方大片傳統上作為選帝侯領地的地區。他除了一片主要領地之外，還擁有另外14塊飛地。恩斯特一系保留了選帝侯的頭銜，該頭銜可以傳給系內家族的所有男性成員。而阿爾布雷希特則以薩克森公爵的身份居住在德累斯頓，管理其於東方的核心領地。他的領地分佈在戰略上更具優勢，因為它只由兩個主要區域和四塊飛地所組成。薩克森最大的兩個城市——萊比錫和德累斯頓——都位於他的領地之內。

## 宗教改革
1517年，馬丁·路德在薩克森的維滕貝格發表九十五條論綱，開啟了宗教改革的序幕。恩斯特系管治的薩克森選侯國和其他同系領地隨即成為全歐洲關注的焦點，眾人都關注剛萌芽的宗教改革將會在此地如何繼續發展。時任選侯智者腓特烈（1486年-1525年在位）在位期間一直保護路德，最著名的例子是1521/22年沃爾姆斯議會中路德拒絕懺悔之後，腓特烈將路德帶往瓦爾特堡保護將近十個月。與恩斯特系相反，阿爾布雷希特一系的薩克森公爵蓄鬍的格奧爾格反對路德的主張，並拒絕公開對抗皇帝查理五世的行動。格奧爾格終身反對路德，直至其死後宗教改革才可以推展至阿爾布雷希特一系的薩克森領地。與之相對，恩斯特系一派則積極參與了整個帝國內的宗教改革進程，與其他改為信仰路德宗的諸侯組成了施馬爾卡爾登聯盟，以平衡帝國天主教一方的勢力，並持續公開呼籲挑戰天主教一方。雙方對宗教的差異導致了1546年至1547年的施馬爾卡爾登戰爭，最終天主教一方獲得了勝利。
1525年爆發的農民戰爭僅對薩克森位於福格特蘭地區和厄爾士山脈的領地產生了些微影響。薩克森的農民所面臨的負擔比帝國西南部的其他邦國為小，薩克森強大的地位和行政管理，亦限制了領主貴族的專制行為。1565年，薩克森境內的猶太人被驅逐出境。

### 阿爾布雷希特系的崛起並成為帝國新教的保護者

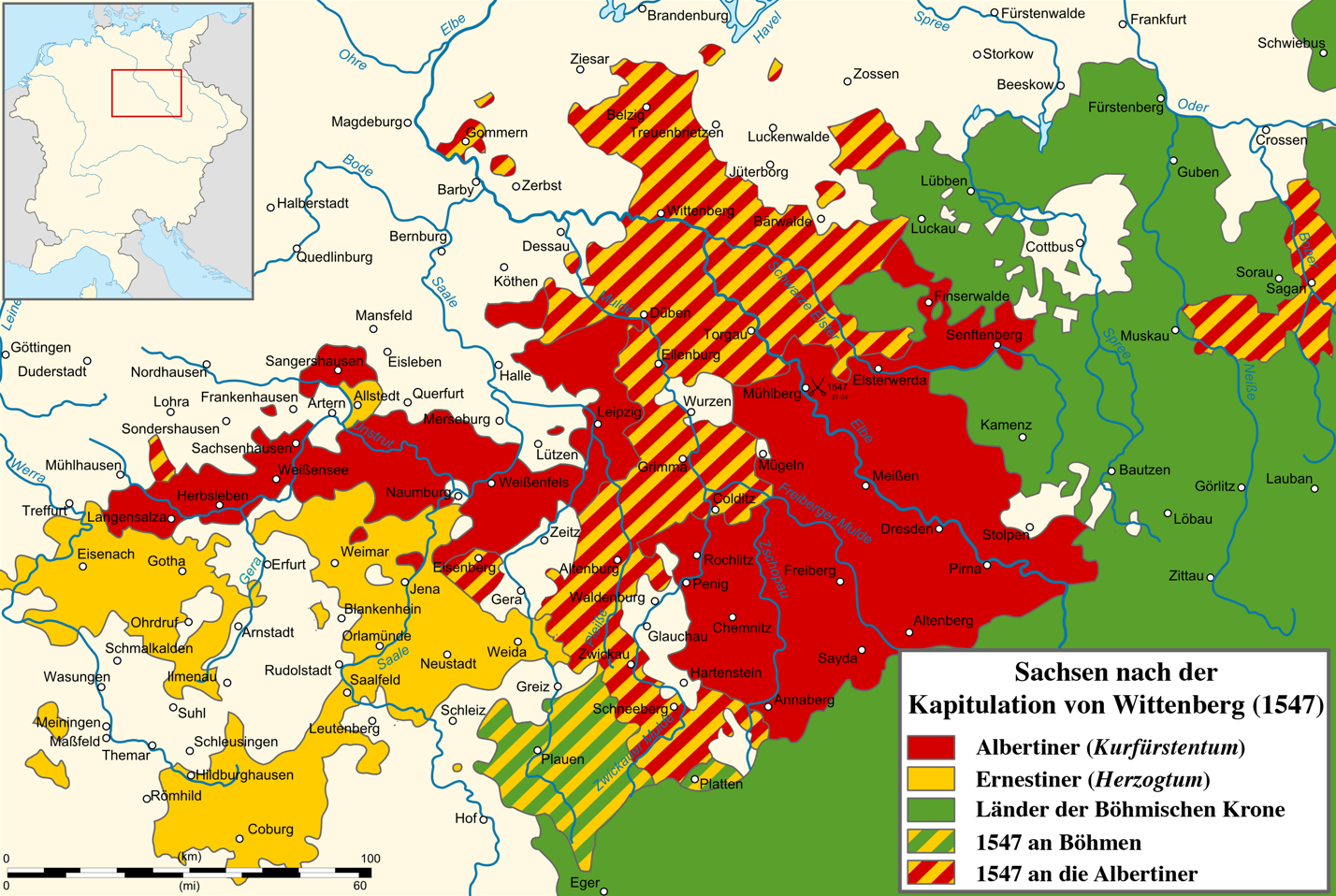
1547年《維滕貝格降書》簽訂後的薩克森。 紅色部分為阿爾布雷希特一系領地，黃色部分為恩斯特一系領地，而紅黃相間地區為恩斯特一系割讓予阿爾布雷希特一系之領地，綠黃相間地區則為恩斯特一系割讓予波希米亞王國之領地。

施馬爾卡爾登戰爭期間，作為皇帝查理五世的盟友，阿爾布雷希特一系的薩克森公爵莫里茨（1547年-1553年在位）率領軍隊，於米爾貝格戰役擊敗了恩斯特一系的薩克森選帝侯約翰·腓特烈一世（1532年-1547年在位）。戰後簽訂的《維滕貝格降書》中訂明，薩克森的選帝侯席位及相關資產將於1547年先改授予莫里茨，到次年1548年他亦會正式獲得薩克森-維滕貝格公國。這次改劃查理五世違反了戰前對莫里茨的承諾，沒有將所有屬於恩斯特一系的領地全部改贈予他。
恩斯特一系失去了一半的領地，只保留了魏瑪、耶拿、薩爾費爾德、魏達、哥達、艾森納赫和科堡等地。恩斯特一系的領地自1572年起開始分裂成眾多細小邦國。1640年，恩斯特一系領地主要分裂成兩大支系：薩克森-魏瑪王朝和薩克森-哥達王朝。前者一直只維持擁有數個旁系家族，後來這數個旁系合併組成了薩克森-魏瑪-艾森納赫；而薩克森-哥達則繼續分裂成眾多旁系家族，其中大多數都獨立統治著自己的領地，未曾再次合併。
現代德國的薩克森州大部分由阿爾布雷希特一系的領地所構成。經過領地重組及更改家系的新薩克森選侯國，再次成為神聖羅馬帝國中，僅次於哈布斯堡君主國以外的第二大德意志邦國，並將在帝國政治中發揮決定性作用。然而，這個位於易北河中游的薩克森選侯國，在地理層面上整個國家的領土並非完全連接。選帝侯莫里茨和他的兄弟，繼任者奧古斯特（1553年-1586年在位）一直努力連接分散的領土。1547年7月13日，新舊領地的各級階層在萊比錫召開了為期兩週的議會。
選帝侯莫里茨成功地為帝國承認新教掃清了道路。在他的統治下，薩克森選帝侯比帝國其他任何勢力都更加保護新教信仰。隨著1555年《奧格斯堡和約》的簽訂，帝國內的諸侯被允許自由選擇信仰信義宗或天主教（教隨君定），而薩克森這個時候就堅定地站在哈布斯堡王朝一邊。1553年莫里斯戰死後奧古斯都接替他成為選帝侯，他視自己為帝國內一眾新教諸侯的領袖，而諸侯們亦樂於讓他去做，因為維護新教徒和天主教徒之間已經達成的現狀完全符合他們的利益。
恩斯特系公爵約翰·腓特烈二世繼續宣稱擁有其父被剝奪的選帝侯資格。當他的盟友威廉·馮·格倫巴赫被處以皇室禁制時，約翰·腓特烈二世拒絕聽從帝國中央，對格倫巴赫採取任何行動，故一年後他也被處以皇室禁制。皇帝斐迪南一世轉而委託奧古斯特執行帝國的裁決，而奧古斯都於1567年成功對格倫巴赫和約翰·腓特烈發動軍事行動，鞏固了薩克森選帝侯在帝國的地位。阿爾布雷希特系的選帝侯資格從此再也沒有受到恩斯特系的挑戰。

### 改信新教歸正宗
加爾文主義在選帝侯克里斯蒂安一世（1586年-1591年在位）統治時期開始傳入薩克森選侯國。隨著時間的推移，它在薩克森境內取代了正統的路德宗，新的教會秩序在全國範圍內推行。隨著克里斯蒂安於1591年去世，情況發生了急劇的變化。為未成年的克里斯蒂安二世（1591年-1611年在位）而建立的監護政府，對薩克森的加爾文主義運動進行暴力鎮壓。加爾文主義的支持者被解職，富有的加爾文主義者的房屋遭到襲擊並被縱火。
歸正宗與信義宗之間日益加劇的分歧，強化了天主教反宗教改革運動的影響力，而該運動也得到了皇帝的支持。薩克森選帝侯試圖在帝國內部調解各方的關係。1608年，帝國內的新教諸侯結盟成立了新教聯盟；1609年，帝國內的天主教諸侯也聯合成立了天主教聯盟。

## 三十年戰爭

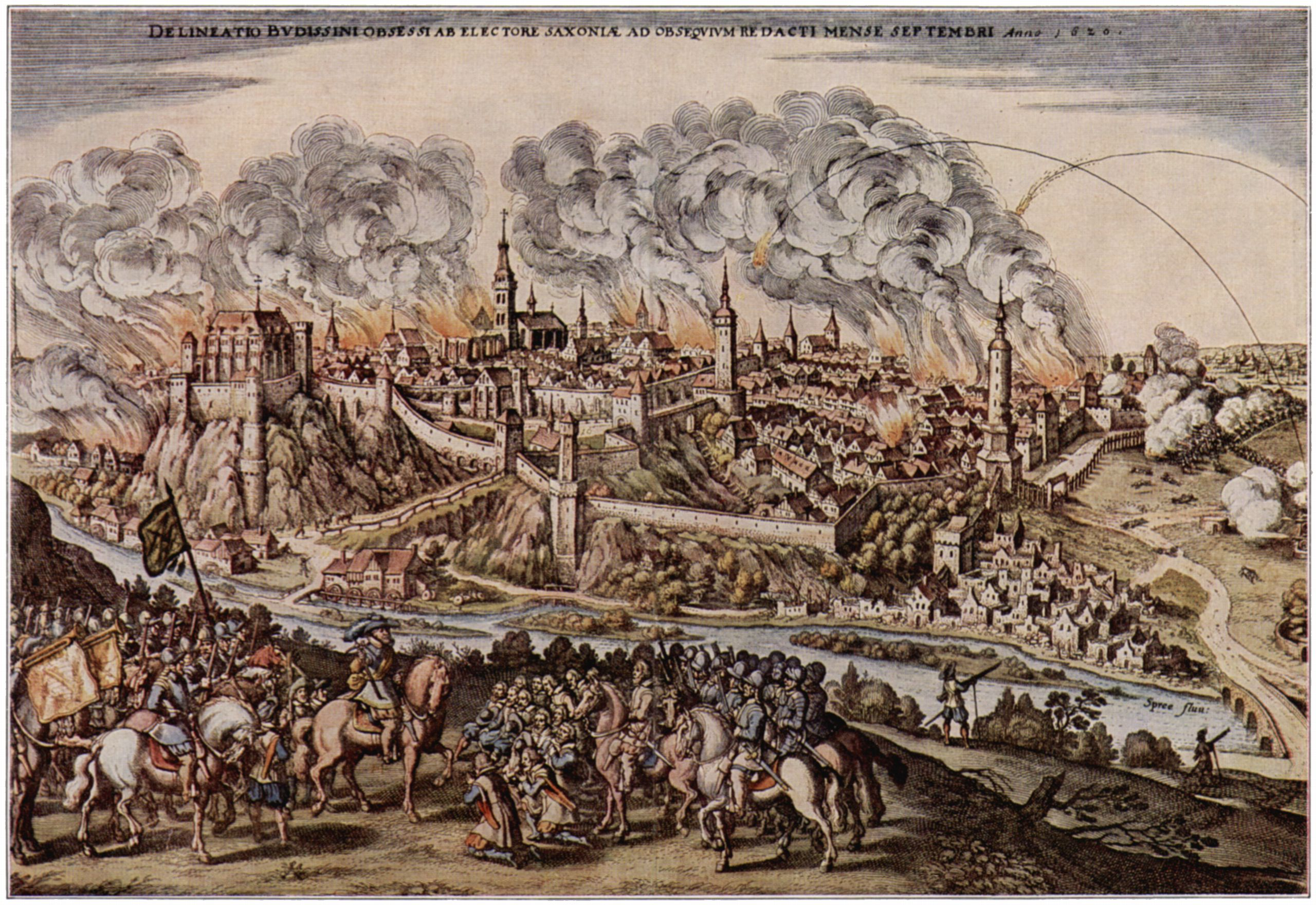
1620年9月薩克森選帝侯約翰·格奧爾格一世圍困並攻陷盧薩蒂亞首府包岑

1618年發生的布拉格拋窗事件中，憤怒的波希米亞新教徒將天主教官員拋出布拉格城堡的窗外，這標誌著德意志長久以來的宗教和諧時期已經結束。為了維持1555年《奧格斯堡和約》簽訂後得以造成的和平，薩克森選帝侯約翰·格奧爾格一世（1611年-1656年在位）雖是新教國家卻選擇加入皇帝一方。起初，他和美因茨選帝侯仍然試圖站在皇帝馬蒂亞斯和波希米亞各階層之間進行調解。但是1619年3月馬蒂亞斯去世，波希米亞議會宣佈廢黜新繼帝位的斐迪南二世，自行選出信奉新教的普法爾茨選帝侯腓特烈五世為波希米亞國王，事態發展已經失去轉圜餘地。約翰·格奧爾格一世隨後同意讓薩克森替斐迪南二世重新征服兩個位於上盧薩蒂亞和下盧薩蒂亞的波希米亞屬地。1620年9月，薩克森軍隊開進上述兩個地區，未遇到重大抵抗就成功佔領。由於斐迪南二世無法按照約定償還戰爭費用，他不得不在1623年將這兩塊領土作為抵押贈予約翰·格奧爾格一世。

但隨後薩克森與斐迪南二世的關係逐漸惡化，部分原因是華倫斯坦率領的帝國軍隊對薩克森的中立立場視若無睹，華倫斯坦曾多次率領軍隊劫掠盧薩蒂亞。另外，約翰·格奧爾格一世也對斐迪南二世向西里西亞和波希米亞地區推行再天主教運動，殘酷對待當地新教徒的行為感到不滿，但他卻無力扭轉皇帝的做法。到了1631年，新教諸侯不斷失勢，作為同是新教國家的薩克森，情況已經惡化到讓約翰·格奧爾格一世不得不轉過頭來加入新教陣營，聯合瑞典與皇帝開戰。軍事情勢是令約翰·格奧爾格一世改變想法的決定性因素——當時瑞典軍隊已經無視薩克森的中立，駐紮了在其領土之上。

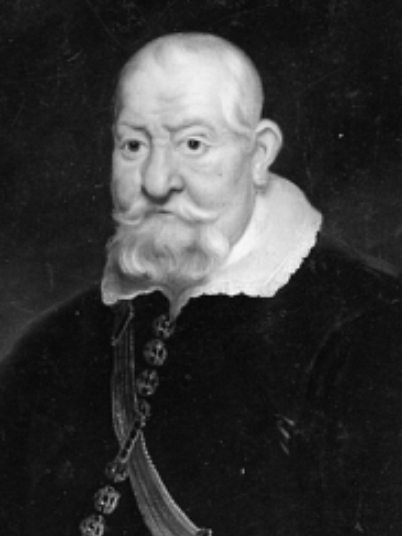
選帝侯約翰·格奧爾格一世，三十年戰爭期間領導薩克森。

戰爭最終重創了薩克森選侯國，西部地區尤其嚴重。1631年在萊比錫附近發生了布賴滕費爾德戰役，隔年又發生了呂岑戰役。兩次戰役均以新教一方獲勝。萊比錫數次被圍城，人口從17,000人減少到14,000人。開姆尼茨遭到嚴重破壞，弗賴貝格也失去了昔日的輝煌。國內的其他城市中心，尤其是德累斯頓和邁森，則得以從戰火中倖免。由於華倫斯坦放任其副手海因里希.霍克行動，薩克森許多較小的城鎮和村莊均遭到大規模洗劫。1632年8月至12月，一批克羅地亞輕騎兵襲擊並洗劫大批村莊，虐殺居民，造成一片狼藉。
1635年，薩克森與皇帝簽訂了《布拉格和約》，條約附錄訂明薩克森於次年可以獲得盧薩蒂亞。薩克森的領土因此再增加了約1.3萬平方公里，幾乎達到其最頂盛彊域。然而，三十年戰爭造成的破壞仍在持續，與瑞典的戰爭隨後的十多年一直繼續。薩克森選侯國於1645年有條件下退出與瑞典的直接戰鬥；1646年正式簽訂條約與瑞典停戰。
1648年10月23日，《威斯特伐利亞和約》簽署，結束了三十年戰爭。但是此後，瑞典軍隊撤離薩克森選侯國的步伐極之緩慢。直到1650年6月30日，在繳納了規定的276,600帝國塔勒贖款後，最後一批瑞典軍隊才撤離萊比錫。隨後僱傭兵也被釋放，生活才逐漸恢復正常。
戰爭導致薩克森人口減少，大部分與疫情和貿易停滯相關的經濟因素有關，但軍隊調動和戰時佔領也造成了城鎮和鄉村人口的大幅減少。據歷史學家卡爾海因茨·布拉施克（Karlheinz Blaschke）指出，戰爭導致薩克森的人口減少了接近一半。但有其他學者指出，如此大幅的人口減少可能確實存在於個別地區，但不能代表整個國家的人口損失。宗教難民的遷入在很大程度上緩解了薩克森的人口損失，約有15萬人從波希米亞和西里西亞來到薩克森 。戰後馬格德堡徹底被毀，其作為神聖羅馬帝國東部大都市的地位轉移到了萊比錫、德累斯頓，以及正在崛起的勃蘭登堡城市柏林。
當約翰·格奧爾格二世（1656年-1680年在位）繼承父位時，薩克森選侯國仍在遭受戰爭的經濟後果。直到約翰·格奧爾格三世（1680年-1691年在位）統治時期，戰爭的破壞和嚴峻的社會福利狀況才得以克服。鄉村農場和城市家庭的重新安置是政府施政中遇到最困難的問題。見到復甦成果的第一個跡象是稅收的增加。採礦、冶金、手工藝、貿易和運輸業緩慢但穩定地復甦。戰爭期間由於領地諸侯對資金的巨大需求，薩克森各階層民眾重新獲得了政治話語權。從十七世紀下半葉起，選帝侯不得不比以前更頻密地召開議會，1661年起，國內各階層得以行使自發舉行集會的權利。

### 早期巴洛克時代
約翰·格奧爾格一世在三十年戰爭完結後的和平時期曾經藉機整理薩克森的領地。他的遺囑中的一項條款推翻了阿爾布雷希特於1499年頒布，旨在防止遺產領地被分割的法令。根據遺囑，薩克森選侯國的小部分土地分別被遺贈給了他的三個兒子：奧古斯特、克里斯蒂安和莫里茲。這些遺贈領地上都建立了獨立的公國，從而讓韋廷王朝阿爾布雷希特一系創建多了三支旁系血脈。但是最終薩克森-蔡茨、薩克森-梅澤堡和薩克森-魏森費爾斯這幾個公國分別於1718年、1738年和1746年都因繼承絕嗣而回歸到薩克森選侯國。在約翰·格奧爾格二世時期，這三個公國被析出導致選侯國在經濟、財政和政治上都遭到削弱。但從文化角度來看，這次分家讓薩克森的宮殿建築、文化機構和科學設施等都不再只集中於德累斯頓和萊比錫這兩個文化中心。這些爭取獨立的旁系家屬也有效限制了薩克森選侯國日益增長的專制傾向。
與當時其他規模相似的邦國一樣，薩克森選侯國奉行的外交政策目標，都是在競爭激烈的國家體系中推動自身的崛起。直到十七世紀末之前，薩克森都一直是奧地利皇室堅定的追隨者。 1657年皇帝斐迪南三世去世後，約翰·格奧爾格二世擔任了一年多的帝國代理人（帝國攝政），直到哈布斯堡王朝的利奧波德一世當選。十七世紀中期，薩克森先後參與第二次北方戰爭（1655年-1660年）和隨後的1663年-1664年奧土戰爭。同年，薩克森成為萊茵同盟的成員，允許法國人在薩克森領土上招募士兵，並允許法國軍隊通過薩克森領土。1683年，選帝侯約翰·格奧爾格三世參加了維也納之戰，阻止了奧斯曼土耳其對該城的第二次圍攻，確保了維也納的獨立地位。

## 奧古斯特統治時期

### 絕對王權與輝煌

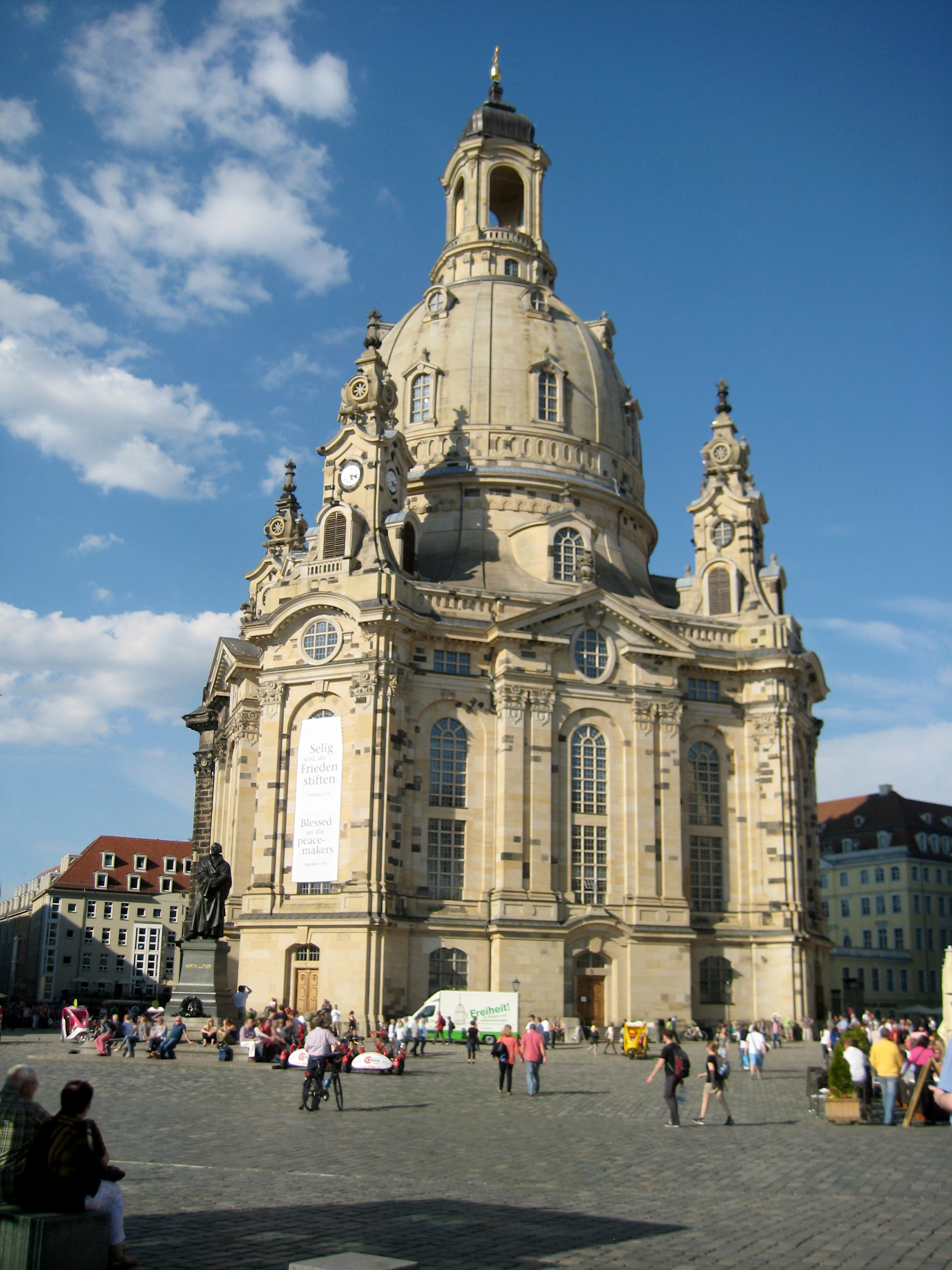
德累斯頓的聖母教堂。二戰期間被毀，1994年至2005年間重建。

1694年4月27日，此前鮮有在公眾露面的腓特烈·奧古斯特一世（1694年-1733年在位）繼承了選帝侯的身份，接管了薩克森的國事。他後來更為人熟知的名字是「強力王」奧古斯特二世。各類慶典、巴洛克式的璀璨建築、藝術資助，以及奢華宏偉的排場，是他統治時代的特徵。奧古斯特時代的德累斯頓繼續發展成為「易北河上的佛羅倫薩」。這段時期的德累斯頓建造了茨溫格宮、塔森伯格宮、皮爾尼茨宮、莫里茨城堡和奧古斯都大橋。新的教堂建築就包括喬治·巴赫所設計的新教聖母教堂，以及加埃塔諾·基亞維里所設計的天主教德累斯頓主教座堂。

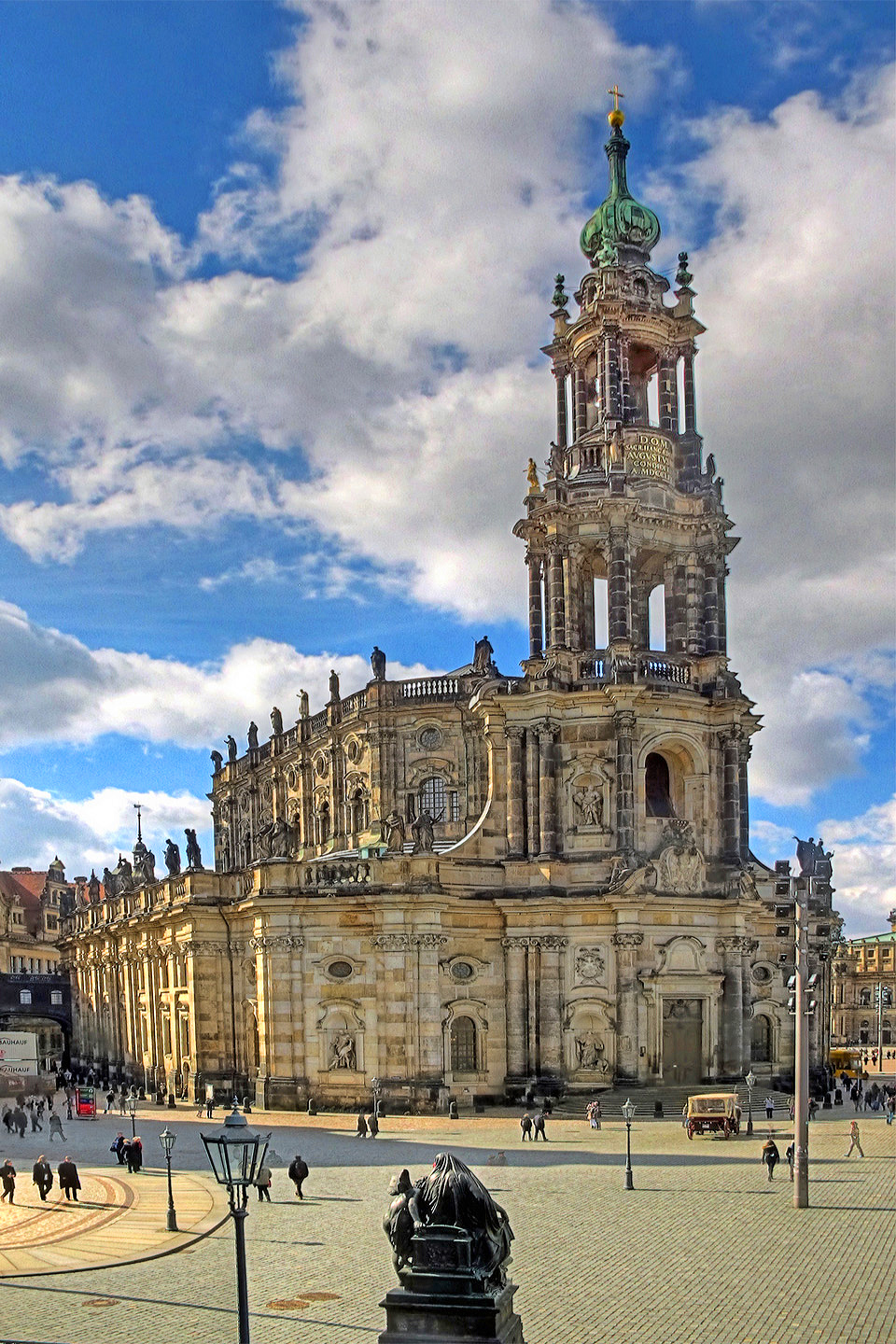
德累斯頓主教座堂

薩克森宮廷的奢華生活最終超出了國家的經濟承受能力，最終不得不以犧牲軍事實力作為代價來維持財政。財政問題導致薩克森被迫放棄德意志中部的一些重要據點。薩克森選帝侯的過度擴張，造就了勃蘭登堡-普魯士的崛起，使其成為帝國之內德意志和新教諸侯中的第二大勢力。
奧古斯特於1706年成立樞密內閣，並在此基礎上建立了一個中央集權的行政權力機構，從而削弱了貴族的影響力。樞密內閣設有專門的部門，並逐漸成為國內最高的中央權力機構，凌駕於由各領地貴族組成，相互競爭的樞密院。
奧古斯特還引入了一套透明的會計制度來核實支出，並成立了會計院來有效地組織稅收制度。由於這項制度的實行以及軍事經費的削減，儘管支出高昂，但國家債務仍然有限且可控。選侯國並未發展出真正的專制主義。選帝侯對絕對權力的渴望、貴族對自身權益的維護，以及民眾對政府的訴求之間互相矛盾，這些內部矛盾最終被證明難以克服。
奧古斯特之子腓特烈·奧古斯特二世（1733年-1763年在位）對政治毫無興趣，繼任後他將日常政事都交給首相海因里希·馮·布魯爾去處理。在布魯爾的領導下，薩克森的財政危機日漸加劇，財政預算雜亂無章毫無組織，導致國家陷入拖欠債務和破產的危機。

### 與波蘭的共主邦聯

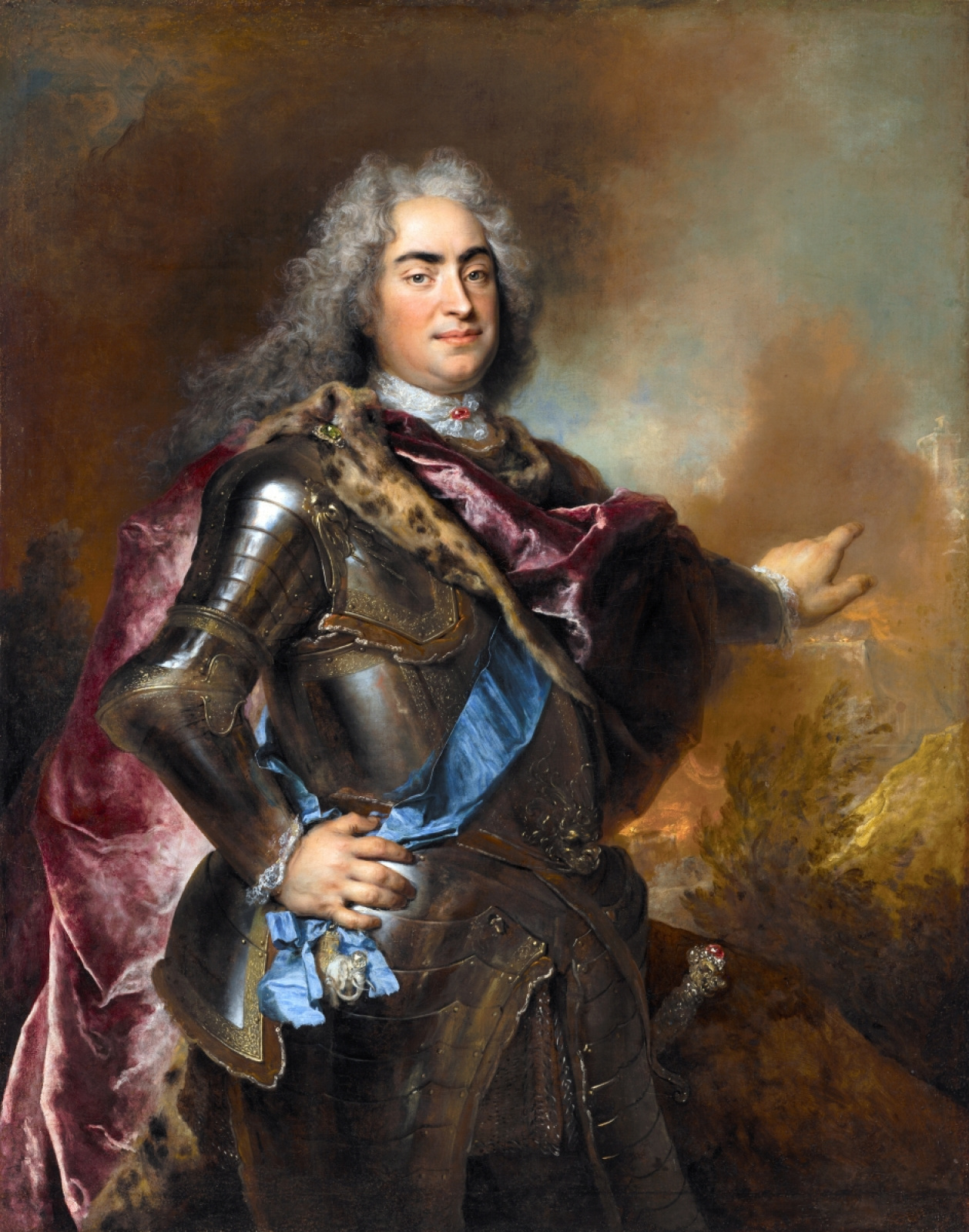
戴上波蘭白鷹勳章的薩克森選帝侯與波蘭國王，強力王奧古斯特二世

1696年波蘭國王揚三世·索別斯基去世後，強力王奧古斯特改為皈依天主教，並在哈布斯堡王朝的支持、軍事壓力和賄賂之下，於1697年通過自由選舉贏得國王之位，成為波蘭國王和立陶宛大公奧古斯特二世。選侯國與波蘭-立陶宛從而建立起以奧古斯特本人為基礎的共主邦聯，這背後奧古斯特的政治考量與其他德意志諸侯所想的一樣，是一次獨立於神羅帝國體系之外的嘗試。作為當時德意志強國之一的薩克森，與當時其他強大的帝國諸侯一樣，都渴望擺脫神聖羅馬帝國皇帝的中央控制，提升自身在歐洲國家體系中的地位。
擔任國王後的奧古斯特在歐洲外交事務中的重要性日益提升，他開始與丹麥和俄羅斯暗中聯絡，以共同對抗瑞典，並最終引發了1700年至1721年的大北方戰爭。奧古斯特打造的強權政治因戰爭早期的軍事失敗而破產；1700年薩克森入侵瑞屬利沃尼亞，最終演變成一場軍事慘敗。瑞典人於1706/07年佔領了薩克森選侯國，並迫使奧古斯特根據《阿爾特蘭施泰特條約》暫時放棄波蘭王位。瑞典軍隊的佔領令薩克森損失了3500萬帝國塔勒。1709年瑞典軍隊撤出波蘭後，奧古斯特重登波蘭王位，但他再無法聲索對瑞屬利沃尼亞的主權，並在隨後戰爭期間淪為俄羅斯的小弟。
1733年奧古斯特去世後，關於其繼承人的爭議引發了波蘭王位繼承戰爭，最終薩克森一方贏得了戰爭。合法當選的斯坦尼斯瓦夫·萊什琴斯基被迫逃亡，奧古斯特之子選帝侯腓特烈·奧古斯特二世當選為波蘭國王奧古斯特三世。
1756年，七年戰爭爆發，薩克森選侯國遭到普魯士王國的入侵，戰爭期間一直被普魯士佔領，到了1763年選侯國境內更加成為戰場。普魯士人將薩克森貨幣貶值，奧古斯特三世在獲准前往波蘭之前曾被短暫俘虜；在整個戰爭期間，他都居住在華沙，其政令不出這座城市。
1763年《胡貝爾圖斯堡和約》簽訂後，第三次西里西亞戰爭（七年戰爭的一部分）結束，薩克森作為歐洲強國的地位也隨之終結。奧古斯特三世和首相海因里希·馮·布呂爾於同年雙雙去世，薩克森與波蘭的共主邦聯也隨著1764年俄普同盟的建立而正式終結。韋廷王朝於1765年正式宣布放棄對波蘭王位的聲索。1791年，選帝侯腓特烈·奧古斯特三世（1763年-1806年在位）懼於捲入奧普俄三國對波蘭領土的爭端，拒絕接受《五三憲法》規定贈予的波蘭王位。薩克森已經不能在歐洲列強當中扮演重要角色。
七年戰爭對薩克森的影響是毀滅性的。作為戰場和軍隊調動的中心，薩克森遭受了重大破壞，平民傷亡慘重。據估計，約有九萬薩克森人死於戰火。為了避免被強徵入伍，許多薩克森人離開了家園。假幣的偽造和流通導致萊比錫博覽會和薩克森的國家信譽受損，經濟損失慘重。

## 國家的重建及升格為王國

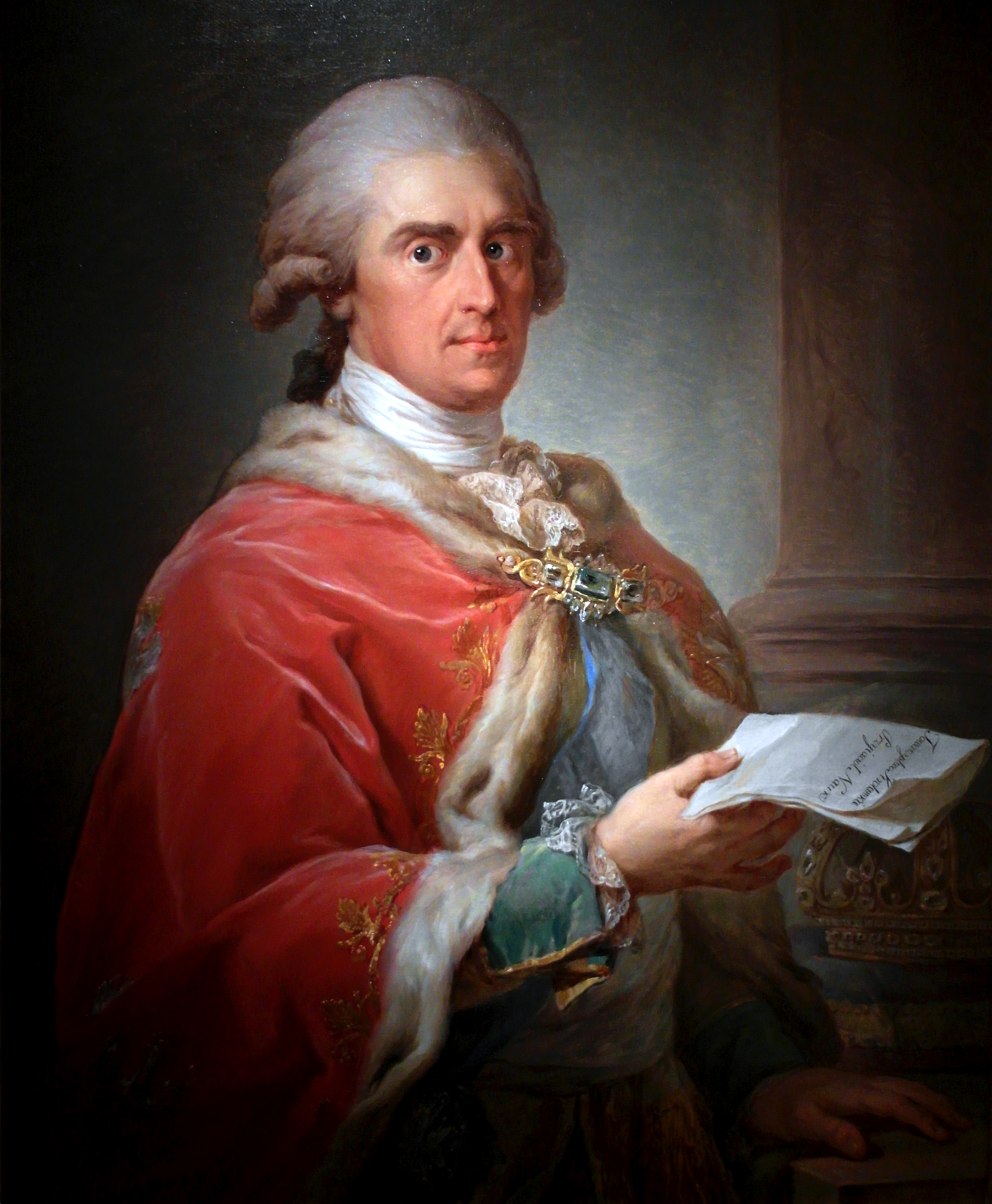
薩克森國王腓特烈·奧古斯特一世，亦是最後一位薩克森選帝侯，稱腓特烈·奧古斯特三世。

《胡貝爾圖斯堡和約》簽訂後，選侯國的經濟瀕臨破產。薩克森國債高達4900萬塔勒，約為當年國家收入的十倍。政治家托馬斯·馮·弗里奇與其擔任主席的重建委員會，將系統性地削減國債視為薩克森重建計劃的核心，該計劃被稱為「再重建」（Rétablissement）。透過推行全面的改革，薩克森國家預算不僅在1774年恢復盈餘，而且還實現了至少二十年間所未有的經濟增長。「再重建」計劃的意義遠不止於修復戰爭所造成的破壞，更是因為此計劃成為了德國歷史上最重大、最成功的重建工作之一。
在參與巴伐利亞王位繼承戰爭（1778年-1779年）之後，薩克森更改國策，不再糾纏於「分寸土地的爭奪」（Länderschacher），當中包括解決了對格勞豪周邊地區的長期爭端，這為薩克森國庫帶來了七百萬古爾登的收入，可以進一步用於對國家的投資。從1791年起，礙於歐洲瞬息萬變的政治形勢，選帝侯腓特烈·奧古斯特三世需要不停轉換所加入的政治聯盟，這種情況直到1806年薩克森升格為王國後仍在繼續。1805年，薩克森選侯國的面積達39,425平方公里。
1806年第四次反法同盟戰爭爆發時，薩克森選侯國選擇與普魯士結盟對抗拿破崙。薩克森士兵在耶拿戰役中與拿破崙軍隊交戰。戰敗後薩克森被佔領，10,000名巴伐利亞士兵和一名法國城市指揮官進入德累斯頓。1806年12月11日，薩克森與法國簽訂了《波茲南條約》，從此薩克森成為法國的附庸國。薩克森選侯國除獲贈予部分原屬普魯士的領土之外，還需要加入萊茵邦聯，並有義務在戰時為法國提供軍隊。1806年神聖羅馬帝國解體後，薩克森選帝侯腓特烈·奧古斯特三世獲升格為國王，從那時起其自稱改為薩克森國王腓特烈·奧古斯特一世，並統治新的薩克森王國直到1827年。

## 註解
1. 根據許多保存下來的原始描繪製成:  - 1608年《薩克森劇院》（第一部）（Theatrum Saxonicum (Volume 1)）內的薩克森選侯國國徽。
  - 薩克森州施托爾彭選舉大廳正門上的薩克森選侯國國徽。
  - 1558年施瓦岑貝格城堡
  - 1773年馬林貝格
2. ↑  根據許多保存下來的原始描繪製成:  - 1608年《薩克森劇院》（第一部）（Theatrum Saxonicum (Volume 1)）內的薩克森選侯國國徽。
  - 薩克森州施托爾彭選舉大廳正門上的薩克森選侯國國徽。
  - 1558年施瓦岑貝格城堡
  - 1773年馬林貝格
3. ↑  1525年之前原本大多是羅馬天主教徒，到了1697年改宗路德教會，而後於於1697年回歸成為羅馬天主教徒。